# 持明院陳子
持明院 陳子（じみょういん ちんし/のぶこ、藤原 陳子、承安3年〈1173年〉 - 嘉禎4年10月3日〈1238年11月10日〉）は、平安時代・鎌倉時代の女性。後高倉院の妃で、後堀河天皇の生母。父は正二位権中納言持明院基家、母は平頼盛の女（宰相局、後高倉院乳母）。同母兄に持明院保家、異母兄に持明院基宗がいる。准三宮。女院号は北白河院（きたしらかわいん）。法名は如律。

## 生涯
祖母である上西門院一条（源師隆の娘）は待賢門院に仕えた後に上西門院乳母を務め、母の持明院宰相局は守貞親王（後高倉院）の乳母を務めていた。上西門院と守貞親王の猶子縁組が結ばれ、その妃に持明院陳子が選ばれた背景には乳母を巡る人的関係があったからと推定される。
承久3年（1221年）、彼女所生の後堀河天皇が即位しているが、その背景として彼女の従兄弟が源頼朝の妹婿である一条能保であったこと、彼女が平治の乱で頼朝の命を救った池禅尼の曾孫にあたり、鎌倉幕府から好感が持たれたとする見方がある。
貞応元年（1222年）4月13日、従三位、准三宮となり、同年7月11日、院号宣下をうけた。同年出家し、如律と号する。
後高倉院が没すると、甥の西園寺公経やその娘婿である九条道家と連携を図り、道家が近衛家実を失脚させて関白に就任した際には、それに賛同する意向を鎌倉幕府に伝えている（『民経記』安貞2年12月23日・24日条）。しかし、そのことで道家と後堀河天皇との間に距離が出来、道家の工作で後堀河天皇の譲位と道家の外孫にあたる四条天皇の即位が決まった際には、道家が外祖父になりたいから譲位が強行されたと彼を批判をしている（『民経記』貞永元年閏9月28・29日条）。
嘉禎4年（1238年）10月3日、66歳で薨去した。

## 逸話
- 嵯峨清凉寺の寺宝の牛皮華鬘は、陳子にまつわる伝承を持つ。陳子所生の安嘉門院が夢で、母が牛に生まれ変わったことを知る。女院はその牛を探し出し、購入して厚遇するが、「慳貪の罪で畜生に生まれ変わった者の苦役をとどめれば、贖罪がかなわない」との釈迦のお告げを得て、泣く泣く元の飼い主に引き渡した。その後まもなく死んだ牛の革で華鬘を作ったという。